# Braswell
Braswell je město v Polk County, a v Paulding County Georgii, ve Spojených státech amerických. V roce 2011 žilo ve městě 380 obyvatel.

## Demografie
Podle sčítání lidí v roce 2000 žilo ve městě 80 obyvatel, 25 domácností a 20 rodin. V roce 2011 žilo ve městě 194 mužů (51,2%), a 186 žen (48,8%). Průměrný věk obyvatele je 30 let.